# Sistema estadounidense de fabricación de relojes

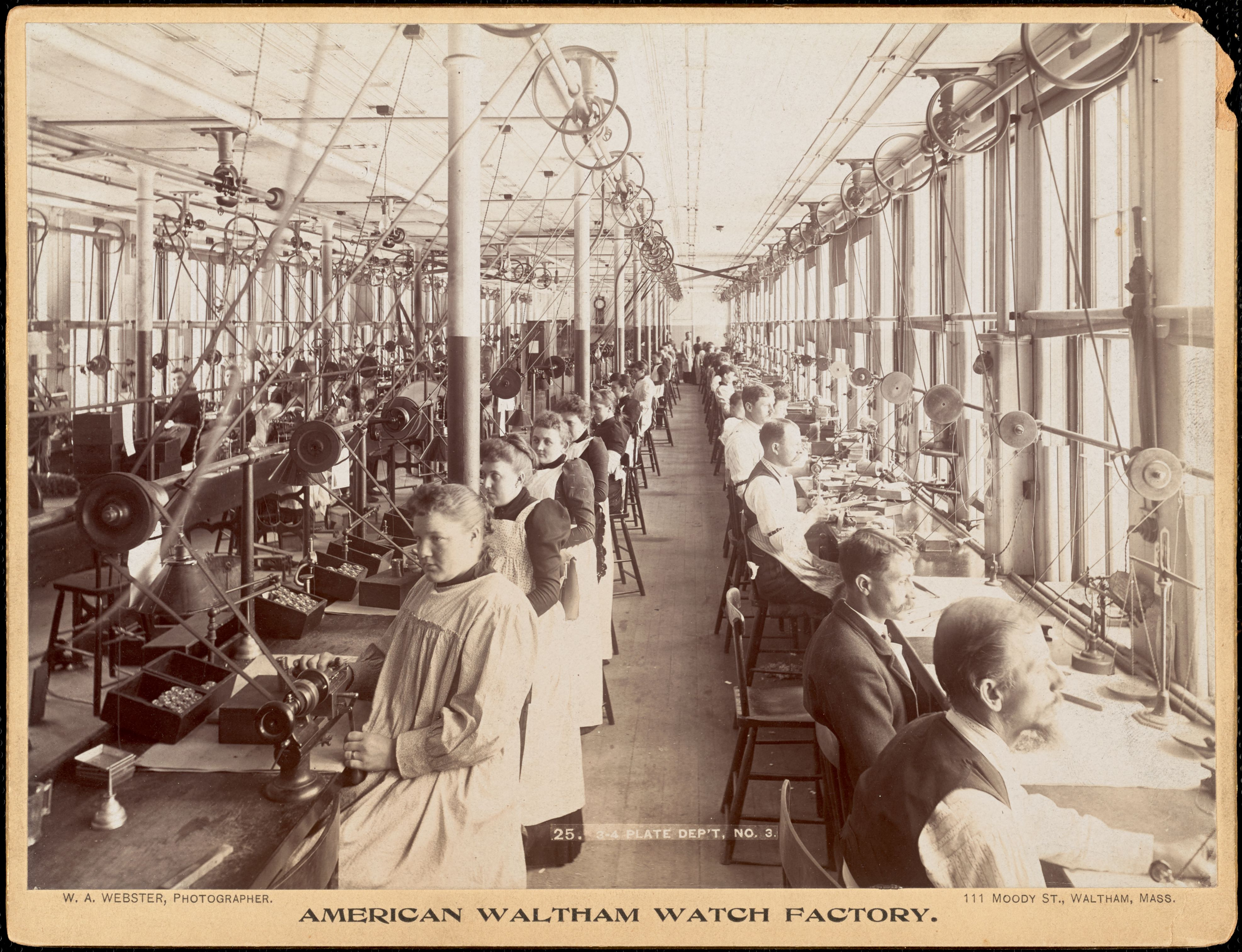
Factoria de la Waltham Watch Company (hacia 1880)

El sistema estadounidense de fabricación de relojes es un conjunto de técnicas de producción y mejores prácticas que se implantaron en el proceso de la fabricación de relojes en la segunda mitad del siglo XIX en los Estados Unidos, y que se extenderían a la industria relojera de otros países como Suiza o Alemania. Se deriva de las técnicas del sistema estadounidense de manufactura (también llamadas "prácticas de armería"), un conjunto de técnicas y pautas generales para la fabricación que se desarrolló en el siglo XIX. El sistema exige el uso de piezas intercambiables, que es posible gracias a un estricto sistema de organización, el uso extensivo de talleres equipados con maquinaria y por la implantación de sistemas de control de calidad que utilizan calibres para garantizar dimensiones precisas y uniformes. Fue desarrollado por Aaron Lufkin Dennison, un reparador de relojes que se inspiró en las técnicas de fabricación de la Armería de los Estados Unidos en Springfield (Massachusetts), donde se fabricaban en serie piezas idénticas, lo que permitía un montaje rápido de los productos finales. Propuso utilizar técnicas similares para la fabricación de relojes. Antes de que se desarrollara el sistema americano de fabricación de relojes, la relojería era principalmente un negocio europeo. Implicaba fabricar ciertas piezas bajo el techo de una fábrica, mientras que se obtenían otras piezas a través de trabajadores a destajo, que utilizaban sus propias viviendas como talleres.

## Comienzo de la producción estandarizada
Henry Pitkin y su hermano James eran fabricantes de joyas en Hartford a mediados de la década de 1830, antes de que su negocio fracasara como resultado del pánico de 1837 y centraran su atención en la fabricación de relojes. Pudieron construir maquinaria rudimentaria para la producción de relojes, en particular para la fabricación de las paletas de las áncoras. Su primer movimiento se completó en 1838, produjeron un total de entre 800 y 900 relojes hasta 1845. Los ejemplos conservados de relojes Pitkin permiten comprobar que sus piezas eran, de hecho, intercambiables entre sí.

## Waltham Watch Company

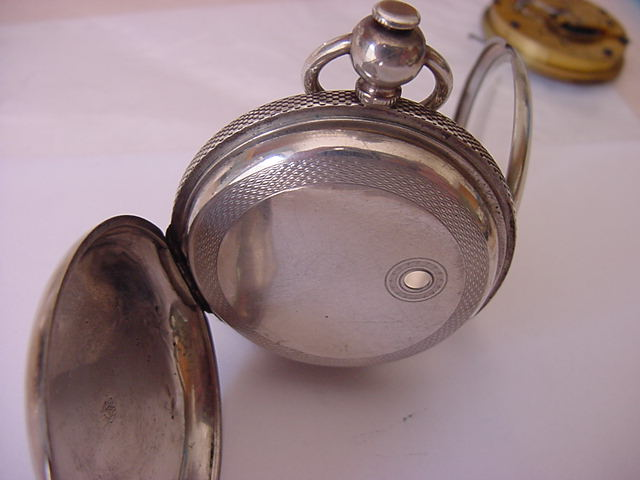
Fondo de caja que muestra bisagras, Waltham modelo 57, de fabricación estadounidense

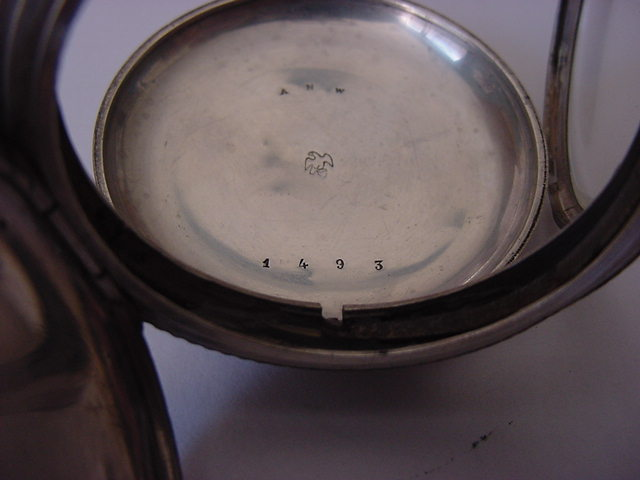
Fotografía interior de la parte posterior de la caja con el sello de la empresa de relojes Waltham; modelo 57

En 1850, Aaron Dennison se asoció con Edward Howard, un reputado relojero. Los dos trazaron planes para construir una línea de relojes con piezas intercambiables basados en la visita de Dennison a la armería de Springfield. Construyeron una fábrica en Roxbury, con el respaldo financiero proporcionado por Samuel Curtis y D.P. Davis (un socio de Howard en su negocio de relojes). Esta empresa operó inicialmente bajo el nombre de American Horologe Company, pero rápidamente cambió a Warren Manufacturing Company para ocultar su propósito a los proveedores extranjeros. El enfoque inicial de la empresa fue la producción de un reloj con cuerda para 8 días, aunque resultó ser demasiado caro y no muy preciso. En cambio, la atención se centró en un reloj de 30 horas diseñado de manera muy similar a lo que finalmente se convirtió en el estándar para un reloj estadounidense de tamaño 18. El primer reloj de este tipo se completó en 1852. Llevaba el número de serie 18 y llevaba la marca "Warren". Se produjeron aproximadamente 80 relojes "Warren", seguidos de unos 900 marcados como "Samuel Curtis" y otros 4000 marcados como "Dennison, Howard y Davis". La fábrica se trasladó a Waltham (Massachusetts) alrededor de 1857, y pasó a llamarse Waltham Watch Company. El diseño básico de este reloj se utilizó durante varios años como el modelo Waltham de 1857.
La aplicación de los procedimientos utilizados en la armería para la fabricación de relojes supuso una oportunidad y un riesgo para la Waltham Watch Company. El precio generalmente alto de los relojes permitió una gran inversión en investigación y desarrollo, que estaba destinada a la reducción de los costes laborales. En aquella época, los costes laborales eran un factor importante que contribuía al alto coste de los relojes. Cualquier sistema que redujera significativamente los costes laborales proporcionaría un aumento sustancial de las ganancias. Sin embargo, la reducción sustancial de los costes laborales resultó difícil de conseguir. En 1910, después de 40 años de mejoras en la fabricación, la mano de obra todavía representaba el 80% del coste de los relojes, según los datos de la Elgin National Watch Company.
Los relojes requieren tolerancias de producción muy estrictas y muy pocos defectos de fabricación, lo que dificulta la reducción de los costes laborales. Otros productos fabricados mediante prácticas de armería, como las armas de fuego y las máquinas de coser, suelen tener tolerancias mucho más amplias que las necesarias para la relojería, que implica numerosos engranajes diminutos que deben encajar con precisión. La intención de aplicar las prácticas de armería a la relojería era enfatizar las tolerancias estrictas en la fabricación de las partes componentes, de modo que el ensamblaje final pudiera ser realizado por trabajadores menos cualificados, sin la necesidad de que un relojero experto supervisara personalmente cada paso de la fabricación.
Para lograr tolerancias estrictas, los productores de relojes fabricaban en gran medida sus propias máquinas herramienta y piezas de máquinas. Elgin, por ejemplo, fabricaba casi dos brocas para cada reloj que fabricaba. El conocimiento de cómo producir máquinas que pudieran fabricar relojes se extendió: de Waltham a Elgin y luego a docenas de otras compañías de relojes estadounidenses y fabricantes de otros productos. No solo se perfeccionaron técnicas como plantillas, topes y dispositivos de medición en máquinas, sino que también se desarrollaron otras técnicas.
Los métodos estadísticos de clasificación de piezas fueron un ejemplo utilizado para reducir el número de piezas rechazadas. Si un eje de engranaje y un orificio de cojinete de joya se diseñaban para tener un tamaño determinado, entonces las piezas que más se ajustaban a estos objetivos de diseño se utilizaban en los relojes de gama más alta. Por consiguiente, las varillas que eran demasiado grandes se combinaban con joyas de reloj con agujeros que eran demasiado grandes y, en conjunto, se utilizaban en relojes de gama inferior.